# Crepidomanes bonapartei
Crepidomanes bonapartei är en hinnbräkenväxtart som först beskrevs av Carl Frederik Albert Christensen och som fick sitt nu gällande namn av Jacobus Petrus Roux.
Crepidomanes bonapartei ingår i släktet Crepidomanes och familjen Hymenophyllaceae. Inga underarter finns listade i Catalogue of Life.